# Lundbosjön
Lundbosjön är en sjö i Gävle kommun i Gästrikland och ingår i Testeboåns huvudavrinningsområde. Sjön har en area på 6,08 kvadratkilometer och ligger 70 meter över havet. Sjön avvattnas av vattendraget Testeboån (Grannäsån).

## Delavrinningsområde
Lundbosjön ingår i det delavrinningsområde (673816-156196) som SMHI kallar för Utloppet av Lundbosjön. Medelhöjden är 72 meter över havet och ytan är 16,81 kvadratkilometer. Räknas de 184 avrinningsområdena uppströms in blir den ackumulerade arean 1 065,4 kvadratkilometer. Avrinningsområdets utflöde Testeboån (Grannäsån) mynnar i havet. Avrinningsområdet består mestadels av skog (48 procent) och sankmarker (17 procent). Avrinningsområdet har 6,17 kvadratkilometer vattenytor vilket ger det en sjöprocent på 32,4 procent.